# Dautersdorf
Dautersdorf ist ein Ortsteil der Gemeinde Thanstein im Oberpfälzer Landkreis Schwandorf in Bayern.

## Geographische Lage
Das Kirchdorf Dautersdorf liegt ungefähr zwei Kilometer westlich von Thanstein auf einer schmalen Rodungsfläche, die sich im Bogen zunächst nach Westen, dann nach Süden bis zum Schwarzachtal hinzieht.
Im Süden und Südosten von Dautersdorf befindet sich ein ausgedehntes Waldgebiet mit dem Rösselberg (576 m), dem Plattenschlag (615 m), dem Unteren und dem Oberen Eibenstein (566 m), dem Stockinger Berg (582 m) und dem Roten Berg (633 m).
Im Norden und Nordwesten von Dautersdorf befindet sich ebenfalls ein großes Waldgebiet mit dem Alten Thannstein (635 m), dem Knock (667 m), der Platte (616 m) und dem Warnberg (568 m).

## Geschichte

### Anfänge bis 16. Jahrhundert
Dautersdorf (auch: Tautzeinsdorf, Tanzendorf, Thawtzersdorf, Thawtzesdorf, Tawcenstorf, Dautterstorf) wird 1285 und im Salbuch Ludwigs des Bayern von 1326 mit einem Hof, einem Lehen und dem Wald Wansaz als zum Amt Neunburg-Warberg gehörig aufgeführt.
1337 wird bereits ein Pfarrer Georg in Dautersdorf genannt, der bei einem Verkauf als Zeuge auftritt.
1350 wird Dautersdorf als Pfarrsitz genannt, d. h. zu dieser Zeit gehörte Thanstein zur Pfarrei Dautersdorf.
Während der Reformation wurde Pfarrsitz und Pfarrkirche von Dautersdorf nach Thanstein verlegt.
Bei der generellen Kirchenvisitation in der Oberpfalz 1582, die Kurfürst Ludwig IV. anordnete, wurde Dautersdorf von der Pfarrei Seebarn aus betreut, gehörte aber zur Pfarrei Thanstein.

### 17. Jahrhundert und 18. Jahrhundert
Nach dem Dreißigjährigen Krieg wurde Dautersdorf von Seebarn aus betreut, dann 1650 bis 1675 von Winklarn aus.
Der Dreißigjährige Krieg verringerte die Bevölkerung und verschlechterte die wirtschaftlichen Verhältnisse.
In Dautersdorf waren von 18 Anwesen nur noch 13 erhalten, die restlichen 5 waren öde und verbrannt.
Im Steuerbuch wurden 1631 für Dautesdorf 3 Höfe, 2 Güter, 4 Gütel, 3 Söldengütel, 6 Häusel, 1 Inwohner (Hütmann), 45 Rinder, 9 Schweine und eine Ziege aufgeführt und
1661 3 Höfe, 2 Güter, 4 Gütel, 3 Söldengütel (eins davon ganz eingegangen), 6 Häusel (4 davon öd und eingefallen), 1 Inwohner (Hütmann), 51 Rinder, 6 Ziegen, 3 Bienenstöcke.
1717 gab es in Dautersdorf 18 Häuser, darunter ein Hüthaus, 15 Höfe, 18 Feuerstätten und 17 Untertanen.
1785 hatte Dautersdorf 20 Untertanen, darunter ein Wirt.
Ende des 18. Jahrhunderts gehörten die Orte Bach, Berg, Dautersdorf, Großenzenried, Hebersdorf, Jedesbach, Kulz, Pillmersried, Tännesried, Thanstein und Zengeröd zur Hofmark Thanstein. Besitzer war die Familie Holnstein.

### 19. Jahrhundert
Zu Beginn des 19. Jahrhunderts wurde staatlicherseits versucht die Verwaltungsstruktur zu vereinfachen und – gegen den zähen Widerstand der Besitzer – die Gerichtsbarkeit auf den Staat zu übertragen. Dieser Prozess verlief in mehreren Schritten.
Durch Säkularisation und Mediatisierung wurden die zersplitterten territorialstaatlichen Gebilde und die differenzierte Struktur der gerichts- und grundherrlichen Zuordnungen beseitigt und versucht, die gutsherrlichen Rechte nach und nach zu reduzieren.
Es wurden Landgerichte älterer Ordnung gebildet.
Entsprechend einer Verordnung von 1808 wurde das Landgericht Neunburg vorm Wald in 55 Steuerdistrikte unterteilt.
Dabei bildete Thanstein mit den Ortschaften Dautersdorf, Hebersdorf, Holzaufseherhäusel, Jedesbach und Thanstein einen Steuerdistrikt.
Dautersdorf hatte zu dieser Zeit 21 Häuser, 7 Weber und einen Wirt.
1820 wurden Ruralgemeinden gebildet.
Dabei entstand die Ruralgemeinde Dautersdorf, die aus der Ortschaft Dautersdorf mit 22 Familien und der Ortschaft Jedesbach mit 7 Familien bestand.
Für die zunächst weiter bestehenden Patrimonialgerichte wurden im Organischen Edikt über die Patrimonialgerichtsbarkeit Vorschriften erlassen, die darauf zielten, nur noch größere und zusammenhängende Territorien zuzulassen.
Daneben wurde jede Gelegenheit wahrgenommen, Patrimonialgerichte aufzulösen und die Gerichtsbarkeit an die Landgerichte einzuziehen.
1809 bildete Thanstein mit insgesamt 185 Familien ein Patrimonialgericht, dessen Inhaber Max Graf von Holnstein war.
Dazu gehörten die Ortschaften Thanstein mit 49 Familien, Großenzenried mit 22 Familien, Pillmersried mit 22 Familien, Dautersdorf mit 21 Familien, Kulz mit 17 Familien, Berg mit 10 Familien, Jedesbach mit 9 Familien, Zengeröd mit 9 Familien, Niedermurach mit 5 Familien, Bach mit 3 Familien, Untereppenried mit 3 Familien, Unteraschau mit 2 Familien, Voggendorf mit 2 Familien, Wagnern mit 2 Familien und Tännesried mit 9 Familien.
In den folgenden Jahren versuchten Max Graf von Holnstein und sein Nachfolger Theodor Graf von Holstein das Patrimonialgericht noch auf weitere Ortschaften auszudehnen und führten zu diesem Zweck zähe Kämpfe mit dem Landgericht Neunburg, denen aber letzten Endes kein Erfolg beschieden war.
1848 wurden schließlich die feudalen Privilegien abgeschafft und die Patrimonialgerichte aufgelöst.
Die Gerichtsbarkeit und die Polizeigewalt ging damit endgültig und vollständig an den Staat über.

### 20. Jahrhundert bis Gegenwart
Zum Stichtag 23. März 1913 (Osterfest) wurde Dautersdorf als Filialkirche der Pfarrei Thanstein mit 25 Häusern und 136 Einwohnern aufgeführt.
Dautersdorf war eine eigenständige Gemeinde mit den Orten Dautersdorf, Holzhaus, Jedesbach, Jedesbachermühle, Schleife und Vormurnthal, die 1972 mit allen Gemeindeteilen in die Gemeinde Thanstein eingegliedert wurde.
Am 31. Dezember 1990 hatte Dautersdorf 84 Einwohner und war Filialkirche der Pfarrei Thanstein.

## Einwohnerentwicklung der ehemaligen Gemeinde Dautersdorf
| Jahr | Einwohner |
| ---- | --------- |
| 1840 | 224       |
| 1861 | 215       |
| 1867 | 230       |
| 1871 | 226       |
| 1890 | 242       |
| 1900 | 216       |
| 1910 | 217       |

| Jahr | Einwohner |
| ---- | --------- |
| 1919 | 190       |
| 1933 | 185       |
| 1939 | 161       |
| 1946 | 233       |
| 1950 | 213       |
| 1961 | 173       |

## Kultur und Sehenswürdigkeiten

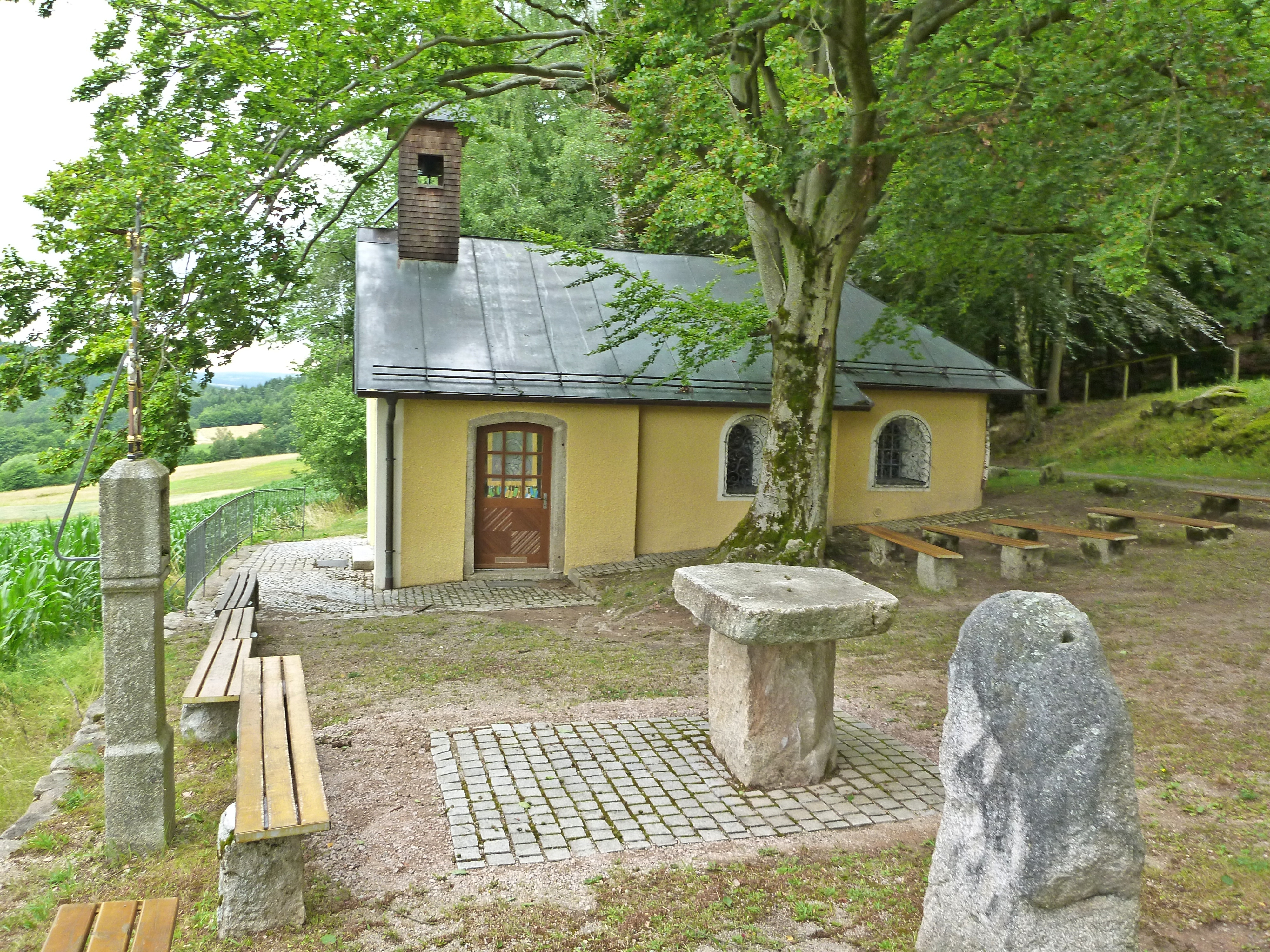
Wallfahrtskapelle Schönbuchen

- Die Kirche St. Ägidius von Dautersdorf wurde auf einer romanischen Anlage mit gotischem Ostchor erbaut. Sie wurde im 17. Jahrhundert verändert und nach 1810 umgebaut.[3][21]
- Die Wallfahrtskapelle Schönbuchen befindet sich etwa einen Kilometer westlich von Dautersdorf. Sie wurde im 18. Jahrhundert erbaut und im 19. Jahrhundert erweitert. In ihr wird eine barocke Nachbildung der Altöttinger Muttergottes verehrt.[3][21]
- Nördlich von Dautersdorf befindet sich der Burgstall Altenthanstein.[22]